# Municipio de Alfatar
El municipio de Alfatar (búlgaro: Община Алфатар) es un municipio búlgaro perteneciente a la provincia de Silistra.
En 2011 tiene 3036 habitantes, el 72,5% búlgaros, el 14,92% turcos y el 10,84% gitanos. La mitad de la población vive en la capital municipal Alfatar.
Se ubica sobre la carretera 7 al sur de Silistra, en el límite con la provincia de Dobrich.

## Localidades
| Localidad    | Cirílico     | Población (diciembre de 2009) |
| ------------ | ------------ | ----------------------------- |
| Alfatar      | Алфатар      | 1714                          |
| Alekovo      | Алеково      | 578                           |
| Bistra       | Бистра       | 367                           |
| Chukovets    | Чуковец      | 287                           |
| Kutlovitsa   | Кутловица    | 77                            |
| Tsar Asen    | Цар Асен     | 191                           |
| Vasil Levski | Васил Левски | 110                           |
| Total        |              | 3324                          |